# Corinne Hofman
Corinne Lisette Hofman (nacida el 10 de julio de 1959) es una profesora neerlandesa de arqueología del Caribe en la Universidad de Leiden desde 2007. Fue ganadora del Premio Spinoza 2014.

## Biografía
Hofman nació en la ciudad de Wassenaar, Países Bajos. Obtuvo un doctorado en la Universidad de Leiden en 1993.

## Carrera
Estudió arqueología en la Universidad de Leiden y obtuvo su maestría en 1987.  En 1993, obtuvo un doctorado en la misma universidad en el tema de Arqueología precolombina del Caribe. El título de su disertación fue En busca de la población nativa o Saba precolombina (400-1450 dC). Primera parte. Estilos de cerámica y sus interpretaciones. En 2007 fue nombrada profesora en la Universidad de Leiden.  También es una profesora visitante en la Universidad de Florida. En 2013, fue nombrada decana de la facultad de arqueología de la Universidad de Leiden como sucesora de Willem Willems.  Hofman también es miembro de la Comisión Nacional Holandesa de la Unesco. 

## Premios
En 2013, ganó el Premio Merian de la Real Academia de Artes y Ciencias de los Países Bajos. El Premio Merian se otorga a científicas sobresalientes, inspirando a otras para tener una carrera en la ciencia.
En 2014 fue una de las cuatro ganadoras del Premio Holandés Spinoza y recibió una subvención de 2,5 millones de euros.
Desde 2015, es miembro de la Real Academia de Artes y Ciencias de los Países Bajos.